# وجیسلاو مارینکوویچ
وجیسلاو مارینکوویچ (سیریلیک صربی: Војислав Маринковић؛ ۱۳ مهٔ ۱۸۷۶ – ۱۸ سپتامبر ۱۹۳۵) سیاست‌مدار اهل صربستان بود. وی از ۴ آوریل ۱۹۳۲ تا ۳ ژوئیه ۱۹۳۲ نخست‌وزیر یوگسلاوی بود.
وجیسلاو مارینکوویچ در ۱۸ سپتامبر ۱۹۳۵، در سن ۵۹ سالگی درگذشت.